# Daniel Thürer
Daniel Thürer (* 6. Juni 1945 in St. Gallen; heimatberechtigt in Chur und Valzeina) ist ein Schweizer Rechtswissenschaftler. Von 1983 bis 2010 war er Professor für Völkerrecht, Europarecht, Öffentliches Recht und Verfassungsvergleichung an der Universität Zürich. Er ist Mitglied des Internationalen Komitees vom Roten Kreuz (IKRK), der Internationalen Juristenkommission und des Institut de Droit International.

## Leben
Daniel Thürer schloss das Studium der Rechtswissenschaften an der Universität Zürich im Jahr 1970 ab. In seiner Studienzeit trat er dem Schweizerischen Zofingerverein bei. Nach dem LL.M.-Studium an der Universität Cambridge erhielt er 1974 für seine Dissertation „Das Selbstbestimmungsrecht der Völker – Mit einem Exkurs zur Jurafrage“ den Doktortitel der Universität Zürich. Nachdem er als wissenschaftlicher Mitarbeiter bei Dietrich Schindler junior an der Universität Zürich, als Referendar am Max-Planck-Institut für ausländisches öffentliches Recht und Völkerrecht in Heidelberg und an der Harvard Law School gearbeitet hatte, war er Rechtsberater des Regierungsrats des Kantons Aargau. 1983 wurde er Professor für Völkerrecht, Europarecht, Öffentliches Recht und Verfassungsvergleichung an der Universität Zürich, wo er auch das Institut für Völkerrecht und ausländisches Verfassungsrecht leitete. Von 1998 bis 2000 war er Dekan der Rechtswissenschaftlichen Fakultät der Universität Zürich.
Neben seiner Lehrtätigkeit in Zürich war er auch an ausländischen Universitäten aktiv, so als Visiting Research Professor an der Stanford Law School, als Distinguished Visiting Professor an der Hong Kong University, als Mitglied des „Advisory Board of the Concord Center, School of Law“ in Jerusalem, als Visiting Research Professor an der Harvard Law School, als Consultant und Honorary Professor an der Gujarat National Law University, als Visiting Professor an der Universität Cambridge (Herbert Smith Visiting Program), als Visiting Professor am Institut des Hautes Études Internationales der Université Panthéon–Assas und am Institut des droits de l’homme in Strassburg.
Daniel Thürer unternahm als Experte für diverse Institutionen zahlreiche Missionen. 1991 wurde er als Mitglied in das Internationale Komitee vom Roten Kreuz (IKRK) kooptiert. In dieser Funktion war er unter anderem in Simbabwe, Russland, Belarus, Osttimor, Indien, Thailand, Myanmar, auf den Philippinen und in Neuseeland. Als KSZE/OSZE-Experte („Menschliche Dimension“) besuchte er die Baltischen Staaten, Tschechien, die Slowakei, Moldawien und die Ukraine. Er gehörte von 1993 bis 1998 der Expertenkommission für die Totalrevision der Bundesverfassung an und war ausserdem Mitglied des Staatsgerichtshofs des Fürstentums Liechtenstein. Von 2000 bis 2001 war er Mitglied der Unabhängigen Expertenkommission Schweiz – Zweiter Weltkrieg („Bergier-Kommission“). Seit 2004 ist er Delegierter der Schweiz in der Europäischen Kommission gegen Rassismus und Intoleranz (ECRI) des Europarates und nahm an Missionen nach Dänemark, Monaco und Georgien teil. Von Januar bis April 2012 forscht als Fernand Braudel Senior Fellow am European University Institute in Florenz.
Daniel Thürer war verheiratet mit Susi Thürer-Reber und ist Vater zweier Töchter. Seine Freizeit verbringt er häufig in Davos Monstein im Kanton Graubünden.
Thürer war von 2009 bis 2013 Präsident der Deutschen Gesellschaft für internationales Recht.
Daniel Thürer war Initiator sowie Vizepräsident der Stiftung „Convivenza – Internationales Zentrum für Minderheiten“ und wurde 2020 zum Ehrenpräsidenten ernannt.
Seit 2010 ist er Konsulent bei Stiffler & Partner Rechtsanwälte, Zürich.

## Forschungsansatz
Thürer vertritt einen humanistisch und idealistisch geprägten völkerrechtlichen Ansatz. Den festen Glauben an die transformative Kraft internationaler Institutionen und des internationalen Rechts verbindet er mit der Ablehnung eines zynischen Realismus wie auch des weiterhin dominierenden Positivismus. Am besten wird sein Ansatz illustriert durch die Vorlesung über das humanitäre Völkerrecht an der Haager Akademie im Jahr 2008, in der dieses komplexe Rechtsgebiet im Rahmen einer interdisziplinären Methodologie unter Einschluss von Religion, Geschichte und Moralphilosophie neu interpretiert und das ursprüngliche Ziel – die Reduzierung menschlichen Leidens und der Schutz der Zivilbevölkerung – hervorgehoben wird.

## Werke (Auswahl)
- Das Selbstbestimmungsrecht der Völker – Mit einem Exkurs zur Jurafrage. Dissertationsschrift, Zürich 1974
- Bund und Gemeinden – Eine rechtsvergleichende Untersuchung. Habilitationsschrift, Berlin 1986 (Beiträge des Max-Planck-Instituts zum ausländischen öffentlichen Recht und Völkerrecht, Bd. 90)
- Perspektive Schweiz. Schulthess, Zürich 1998
- Verfassungsrecht der Schweiz – Droit constitutionnel suisse. Schulthess, Zürich 2001 (herausgegeben mit Jean-François Aubert und Jörg Paul Müller)
- Kosmopolitisches Staatsrecht. Schulthess, Zürich 2005 (Grundidee Gerechtigkeit, Band 1)
- Völkerrecht als Fortschritt und Chance. Dike/Nomos, Zürich/Baden-Baden 2009 (Grundidee Gerechtigkeit, Band 2)
- International Humanitarian Law: Theory and Practice. Martinus Nijhoff, Leiden 2010 (The Pocket Books of the Hague Academy of International Law)
- Menschenrechte. Ideale, Instrumente, Institutionen. Dike, Zürich und St. Gallen 2010, und Nomos, Baden-Baden 2010 (zusammen mit Thomas Buergenthal)
- Thürer, D. and Blindenbacher, R.: Embracing Differences - A Commitment for Minorities and Managing Diversity. Jubilee Edition of the Convivenza Book Series Volume 5. Schulthess Verlag, Zürich 2018.

## Auszeichnungen
Im Jahr 2001 erhielt Daniel Thürer ein Ehrendoktorat (Dr. h. c. rer. publ.) der Universität St. Gallen. 2009 wurde er zum Mitglied des Institut de Droit International gewählt.